# Левадія-2
Футбольний клуб «Левадія-2» Таллінн (ест. Football Club Levadia II Tallinn) — естонський футбольний клуб з Таллінна, заснований у 1999 році. Виступає у Першій лізі. Домашні матчі приймає на стадіоні «Маар'ямаа», місткістю 1 000 глядачів.

## Досягнення
- Кубок Естонії
  - Володар (1): 2002
- Суперкубок Естонії
  - Фіналіст (1): 2003
- Перша ліга
  - Переможець (7): 2000, 2006, 2007, 2008, 2009, 2010, 2013
  - Срібний призер (4): 2004, 2005, 2014, 2015.